# Schweizerisches Landesforstinventar
Mit dem Schweizerischen Landesforstinventar (LFI) werden Zustand und Veränderungen des Schweizer Waldes erfasst.
Mit einer systematischen Stichprobeninventur werden in der Schweiz Daten über Bäume, Baumbestände, Probeflächen und Daten aus der Befragung des lokalen Forstdienstes erhoben. Publiziert werden unter anderem Ergebnisse zu Waldfläche, Stammzahl, Vorrat, Zuwachs, Nutzung und der biologischen Vielfalt. 
Das Inventar wurde 1983–85 erstmals durchgeführt (LFI1), darauf folgten drei weitere Erhebungen 1993–95 (LFI2), 2004–06 (LFI3) und 2009–17 (LFI4). Die fünfte Inventur läuft von 2018 bis 2026 (LFI5). Seit 2009 werden die Daten kontinuierlich über einen Zeitraum von neun Jahren erhoben, jede Probefläche im Feld alle 9 Jahre.
Beim LFI1 wurde eine Probeflächen pro Kilometerquadrat erhoben, seither eine pro 2 km².
Das LFI wird von der Eidgenössischen Forschungsanstalt für Wald, Schnee und Landschaft (WSL) in Zusammenarbeit mit der Abteilung Wald des Bundesamtes für Umwelt (BAFU) durchgeführt. Die WSL ist verantwortlich für Planung, Datenerhebung, Analyse und wissenschaftliche Interpretation, das BAFU für die waldpolitische Interpretation.